# فال فيرنانديز
فال فيرنانديز (بالإنجليزية: Val Fernandes)‏ (24 مارس 1958 في البرازيل - ) هو لاعب كرة قدم أمريكي في مركز الوسط. لعب مع لوس أنجلوس لايزرز وكاليفورنيا سيرف ‏ ونادي غوادالاخارا (نادي كرة قدم) وتلسا رافنكس وCalifornia Kickers ‏ وشيكاغو ستينغ.